# 小島正美
小島 正美（こじま まさみ、1951年- ）は、日本の科学ジャーナリスト。主に食の安全、健康、環境問題をテーマに執筆・発信している。毎日新聞社の元編集委員で、「食生活ジャーナリストの会」前代表。現在はメディアチェック集団「食品安全情報ネットワーク」共同代表を務める。
著書に『フェイクを見抜く』『メディア・バイアスの正体を明かす』『正しいリスクの伝え方』『誤解だらけの遺伝子組み換え作物』『みんなで考えるトリチウム水問題』などがある。

## 人物・来歴
1951年、愛知県犬山市生まれ。愛知県立大学英米学科卒業後、1974年に毎日新聞社へ入社。松本支局や長野支局などでの勤務を経て、1987年に東京本社・生活報道部に配属される。千葉支局次長の後、1997年から生活家庭部編集委員として主に食の安全、健康、医療問題を担当した。2018年6月に毎日新聞社を退職。
2000年から2020年まで東京理科大学非常勤講師を務めた。また、水産庁や経済産業省の審議会委員も歴任。2015年4月から2021年3月まで「食生活ジャーナリストの会（JFJ）」代表を務め、食に関する正確な情報発信や啓発活動に尽力した。現在はメディアチェック団体「食品安全情報ネットワーク（FSIN）」共同代表を務めている。

## 連載・コラム
「毎日新聞 経済プレミア」や「Wedge ONLINE」、「原子力産業新聞」、「国際環境経済研究所」などで、食や健康、環境、原子力政策、フェイクニュース問題など幅広いテーマについて執筆している。また、個人ブログ記事「FOOD NEWS ONLINE」でも食の安全・健康に関するコラムを発信している。
- 「毎日新聞 経済プレミア」小島正美
- 「Wedge ONLINE」小島正美
- 「原子力産業新聞」小島正美 メディアへの直言
- 「国際環境経済研究所」小島正美
- 「AGRI FACT」小島正美
- 「PRESIDENT Online」小島正美

## 主な活動・論調
- 初期の記者活動では、専門家による曝露量を考慮した科学的なリスク評価ではなく、一般市民の体感的な「リスク感」、すなわち「世の中には良いものと悪いものがあり、悪いもの＝危ないものを排除すれば安全になる」というスタンスで記事を書いていた[9]。記者として「市民（または弱者）の視点に立つこと」と「市民の共感を得ること」が重要だと考え、市民団体にも共感を抱いていた[10]。
- その後、米国での取材や現場の実情を知ることで考えを改め、当初は否定的だった遺伝子組み換え作物についても、バイアスの強い報道や誤解の是正に取り組むようになった[11][10]。
- 現在は、遺伝子組み換え作物やゲノム編集食品などについて、科学的根拠に基づくリスク評価と正確な報道の重要性を強調している[12][1][13]。
- 食品や環境に関するフェイクニュースや誤情報については、検証やリスクとベネフィットの両面からの報道姿勢を重視している[5][1]。
- 原子力や放射能問題についても、科学的視点からの情報発信を行っている。たとえば、福島第一原発事故後の放射線リスクや処理水問題などについて、国際的な科学的評価や「安全性」に関する情報が十分に報じられない現状を指摘し、正確なリスクコミュニケーションの重要性を訴えている[12][14]。

## 人物
趣味は連凧揚げ。

## 著書

### 単著
- 『「スズキメソッド」世界に幼児革命を 鈴木鎮一の愛と教育』共同音楽出版社、1985年2月
- 『大町高校ものがたり：高校風土記』郷土出版社、1990年1月
- 『海と魚たちの警告』北斗出版、1992年1月
- 『滅びゆく海の森』北斗出版、1994年12月
- 『人体汚染のすべてがわかる本』東京書籍、2000年9月
- 『子どもの脳の育て方』北斗出版、2000年9月
- 『リスク眼力』北斗出版、2005年3月
- 『アルツハイマー病の誤解：健康に関するリスク情報の読み方』リヨン社、2007年4月
- 『誤解だらけの「危ない話」：食品添加物、遺伝子組み換え、BSEから電磁波まで』エネルギーフォーラム、2008年9月
- 『こうしてニュースは造られる：情報を読み解く力』エネルギーフォーラム、2010年10月
- 『正しいリスクの伝え方：放射能、風評被害、水、魚、お茶から牛肉まで』エネルギーフォーラム、2011年6月
- 『誤解だらけの放射能ニュース』エネルギーフォーラム、2012年1月
- 『メディアを読み解く力』エネルギーフォーラム、2013年7月
- 『メディア・バイアスの正体を明かす』エネルギーフォーラム、2019年1月

### 共編著
- 『動物たちはいま：失われゆく野性』小島正美, 大野俊:著、日本評論社、1985年8月
- 『あなたの自然治癒力をほり起こせ：慢性病に泣くな ホリスティック医学ガイド』小島正美, 日本ホリスティック医学協会:著、リヨン社、1993年8月
- 『環境ホルモンと日本の危機』小島正美, 井口泰泉:著、東京書籍、1998年8月
- 『化学物質の逆襲：汚染される人体・環境・地球』小島正美, 黒田洋一郎, 塩沢豊志, 宮田幹夫, 田坂興亜, 松崎早苗:著、リム出版新社、1999年3月
- 『誤解だらけの遺伝子組み換え作物』編集、エネルギーフォーラム、2015年9月
- 『みんなで考えるトリチウム水問題：風評と誤解への解決策』編著、エネルギーフォーラム、2021年7月
- 『フェイクを見抜く：「危険」情報の読み解き方』唐木英明, 小島正美:著、ウェッジ、2024年1月
- 『食の安全の落とし穴：最強の専門家13人が解き明かす真実』山﨑毅, 小島正美:著、女子栄養大学出版部、2024年6月
- 『アルコールで走る車が地球を救う：脱炭素の救世主･バイオエタノール』本間正義, 横山伸也, 三石誠司, 小島正美:著、毎日新聞出版、2024年10月